# Fandango nordestino
O Fandango do Nordeste do Brasil, ou Fandango Nordestino, é uma festa popular brasileira em homenagem aos marujos, que acontece na época do Natal, no Norte e no Nordeste do Brasil e ainda em alguns lugares de São Paulo. Em algumas localidades também tem o nome de marujada. A dança é considerada uma derivação do fandango tradicional que teve origem em Portugal e Espanha.[carece de fontes?]

## Origens
O fandango é uma gincana que tem sua origem em uma dança espanhola, em uma espécie de bailado rural português. No Brasil seria uma comemoração feita para celebrar a chegada de embarcações a vela, sendo portanto originária dos povoados litorâneos.[carece de fontes?] De acordo com o Dicionário do Folclore Brasileiro, de Câmara Cascudo, o fandango nordestino é visto como o folguedo dos marujos ou marujada ou barca.

## Características
O fandango da região Nordeste difere-se da tradição encontrada na região Sul do Brasil, onde é denominada de Fandango Caiçara. No Paraná e em São Paulo a festa é típica entre caiçaras, povo pescador de origem cabocla do litoral paranaense, que possuem coreografias específicas e preservam a cultura do barreado.
O fandango nordestino é composto por personagens vestidos de marinheiros que cantam e dançam ao som de instrumentos de corda. De modo geral, apresenta cerca de 30 danças rurais regionais divididas em dois grupos:
- As batidas, exclusivas dos homens, marcadas por sapateado vigoroso e sonoro;
- As valsadas, ou bailadas, em que os casais arrastam os pés no chão.